# Synagoga w Birczy (ul. Wałowa)

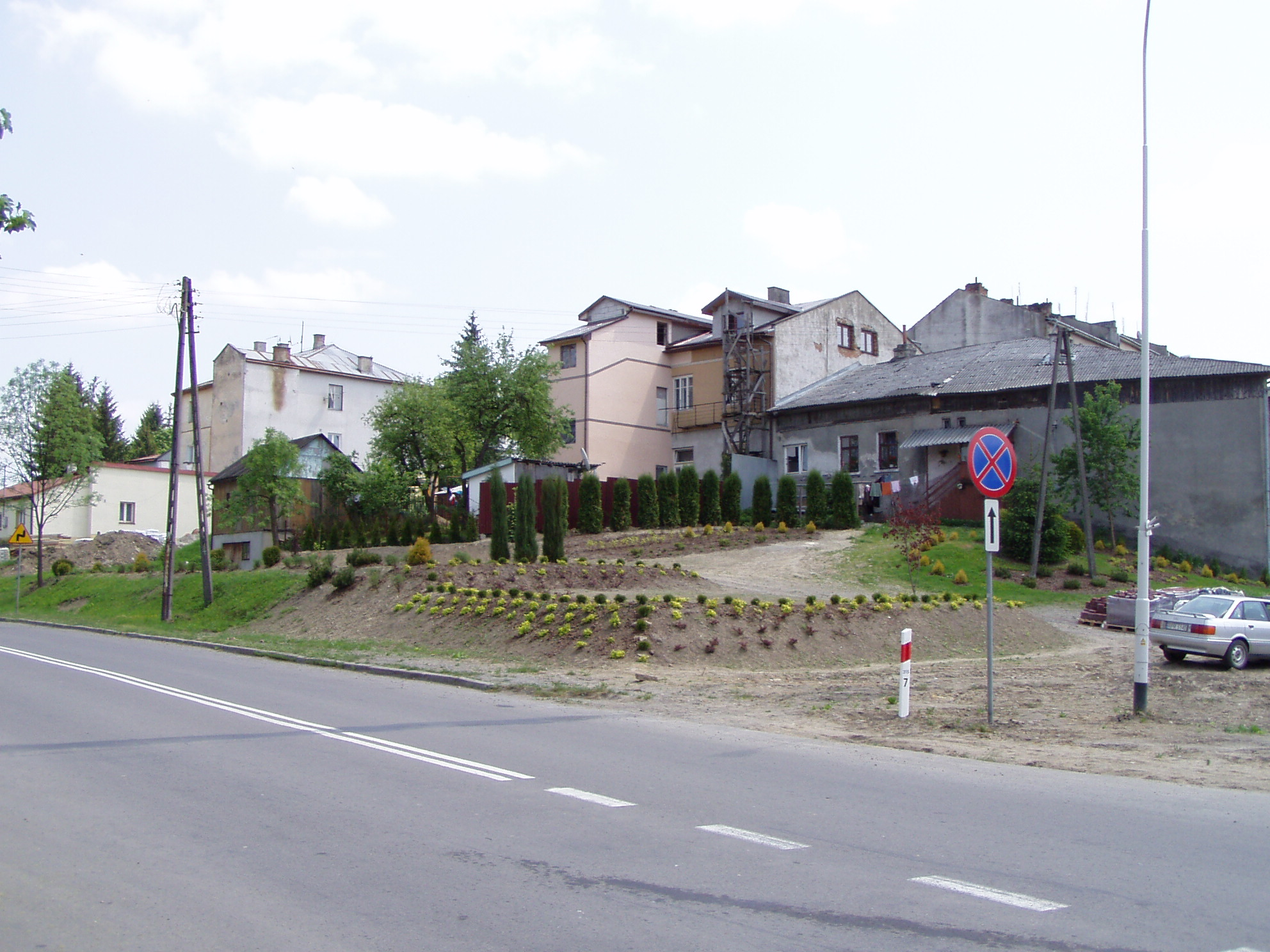
Zagospodarowana działka po synagodze

Synagoga w Birczy – nieistniejąca synagoga, która znajdowała się w Birczy, przy również obecnie nieistniejącej ulicy Wałowej.
Synagoga została zbudowana w XIX wieku. Podczas II wojny światowej hitlerowcy zdewastowali wystrój i wyposażenie synagogi. Do 2005 roku budynek służył początkowo jako sklep żelazny Samopomocy Chłopskiej, a później jako magazyn Urzędu Gminy Bircza. Kiedy zniszczył się dach, władze gminy podjęły decyzję o zburzeniu budynku, a materiały uzyskane z rozbiórki użyto do utwardzania dróg.